# Смоленя Вас
Смоленя Вас (словен. Smolenja vas) — поселення в общині Ново Место, регіон Південно-Східна Словенія, Словенія. Висота над рівнем моря: 184,9 м.